# El Naranjo, Del Nayar
El Naranjo är en ort i Mexiko.   Den ligger i kommunen Del Nayar och delstaten Nayarit, i den centrala delen av landet, 600 km nordväst om huvudstaden Mexico City. El Naranjo ligger 455 meter över havet och antalet invånare är 143.
Terrängen runt El Naranjo är kuperad västerut, men österut är den bergig. El Naranjo ligger nere i en dal. Runt El Naranjo är det mycket glesbefolkat, med 5 invånare per kvadratkilometer. Närmaste större samhälle är Tutuyecuamama, 12,7 km sydost om El Naranjo. I omgivningarna runt El Naranjo växer huvudsakligen savannskog.